# Historical Biology
Historical Biology is een internationaal, aan collegiale toetsing onderworpen wetenschappelijk tijdschrift op het gebied van de paleontologie. De naam wordt in literatuurverwijzingen meestal afgekort tot Hist. Biol. Het wordt uitgegeven door Taylor & Francis en verschijnt 4 keer per jaar.